# Wicked (film)
Pour les articles homonymes, voir Wicked.
Série Wicked
Partie 2
(2025)
Pour plus de détails, voir Fiche technique et Distribution.
Wicked, intitulé à l’écran Wicked : Partie 1 (Wicked: Part 1), est un film musical américain réalisé par Jon M. Chu et sorti en 2024.
Il s'agit de la première partie d'une adaptation en deux films de la comédie musicale Wicked de Stephen Schwartz et Winnie Holzman, lancée en 2003 à Broadway, elle-même basée sur le roman Wicked : La Véritable Histoire de la méchante sorcière de l'Ouest de l'auteur américain Gregory Maguire. Ce premier volet adapte le premier acte du spectacle.
Se déroulant au pays d'Oz et mettant en scène Cynthia Erivo et Ariana Grande-Butera dans les rôles d'Elphaba et Glinda, le film raconte les événements qui se sont produits avant l'arrivée de Dorothy Gale. Il suit l'arrivée des deux jeunes femmes à la Shiz University, où elles sont d'abord ennemies avant de se lier d'amitié, et explore les événements qui ont fait que Elphaba est devenue la tristement célèbre Méchante sorcière de l'Ouest.
Lors de sa sortie, le film reçoit des critiques majoritairement positives, recevant des éloges pour la réalisation de Chu, sa direction artistique, sa musique ainsi que pour les performances des acteurs, principalement Erivo et Grande. Il est par la suite nommé comme l'un des dix meilleurs films de 2024 par l'American Film Institute et reçoit quatre nominations aux Golden Globes, dont une pour le meilleur film musical ou de comédie. Il reçoit dix nominations aux Oscars, dont une pour celui du meilleur film, et remporte celui de la meilleure création de costumes et celui des meilleurs décors. Au box-office, le film devient l'adaptation d'une comédie musicale de Broadway la plus rentable ainsi que le cinquième film le plus rentable de l'année 2024.

## Synopsis
(Les titres de chansons entre parenthèses indiquent les numéros musicaux du film.)
Au pays d'Oz, les habitants de Munchkinland célèbrent la mort de la Méchante sorcière de l'Ouest. La Bonne Glinda leur raconte alors son histoire : la sorcière est née d'une liaison entre la femme du gouverneur Thropp et d'un marchand. Son amant lui donna un élixir vert qu'elle but. Elle tomba enceinte et donna naissance à une fille à la peau verte, Elphaba. Dès sa naissance, Elphaba faisait face aux moqueries et au rejet du fait de sa couleur de peau (No One Mourns the Wicked). Une habitante demande à Glinda si elle et Elphaba étaient amies. Elle avoue que oui et commence à raconter l'histoire de leur amitié.
Des années plus tôt, Elphaba arrive à l'université Shiz en compagnie de sa petit-sœur Nessarose, qui est paraplégique à cause d'une malformation de naissance qui a causé la mort de leur mère en couche (Dear Old Shiz). Madame Morrible, la doyenne des études de sorcellerie, propose de donner des cours particuliers à Elphaba après avoir été témoin d'une démonstration involontaire de ses capacités magiques. Elphaba accepte dans l'espoir que cela lui permettra de rencontrer le Magicien d'Oz (The Wizard And I). Cependant, elle est obligée de partager une chambre avec Galinda, pétillante et populaire. Les deux commencent alors à se détester (What Is This Feeling?).
Une nuit, Elphaba suit le Dr Dillamond, une chèvre parlante qui enseigne l'histoire du pays d'Oz et qui fait face à la discrimination, jusqu'à sa maison aux alentours de l'université. Dillamond révèle que d'autres animaux perdent leurs droits civiques ainsi que l'usage de leurs voix, ce à quoi Elphaba lui assure que le Magicien trouvera une solution (Something Bad).
Le Prince des Winkies, Fiyero Tiggular, arrive à l'université et introduit sa philosophie aux autres élèves (Dancing Through Life). Il organise également une fête le même soir à l'Ozdust Ballroom, où tout le monde est invité. Boq, un Munchkin avec le béguin pour Galinda, essaie de lui demander d'aller à la fête avec lui, mais elle le convainc d'aller plutôt demander à Nessarose afin qu'elle puisse y aller avec Fiyero. A l'Ozdust, Galinda rencontre Morrible, qui révèle qu'Elphaba a demandé à ce qu'elle puisse être autorisée à participer à son séminaire de sorcellerie en remerciement d'avoir fait rencontré Boq et Nessarose. Lorsqu'Elphaba est ridiculisée pour avoir porté un chapeau que Galinda lui a offert en cadeau, cette dernière, se sentante coupable, danse avec elle. Plus tard, Galinda décide alors de relooker Elphaba (Popular).
Le lendemain, Dillamond est escorté de force hors de sa classe après avoir annoncé que le conseil scolaire interdisait désormais aux animaux d'enseigner. Son remplaçant, le professeur Nikidik, tente de faire une expérience en direct sur un lionceau effrayé, mais la magie d'Elphaba fait tournoyer de la poussière de pavot sur la pièce, endormant tout le monde sauf Fiyero et elle. Ils s'échappent de l'université et relâchent le lionceau dans la forêt. Après avoir partagé un moment, Elphaba déplore que Fiyero préfère Galinda à elle (I'm Not That Girl).
Elphaba reçoit une convocation personnalisée du Magicien, qui a entendu parler de ses progrès. Galinda, qui a raccourci son nom en « Glinda » en l'honneur de la mauvaise prononciation de Dillamond, l'accompagne. Les deux montent à bord d'un train à grande vitesse jusqu'à la capitale d'Oz, la Cité d'Émeraude, où elles affirment leur amitié tout en faisant du tourisme (One Short Day).
Les deux jeunes filles rencontrent le Magicien, qui s'avère ne pas être aussi intimidant qu'elles le pensaient (A Sentimental Man). Elphaba dit qu'elle souhaite aider les animaux au lieu de changer de couleur de peau. Il promet à Elphaba qu'il répondra à sa requête si elle montre ses preuves. Morrible arrive ; elle est la nouvelle secrétaire du Magicien. Elle donne à Elphaba un livre de sorts nommé la Grimmerie, que seuls certains personnages dotés de pouvoirs peuvent lire et utiliser. Ils lui demandent d'effectuer un sort de lévitation sur Chister, le servant simien du Magicien. Cependant, le sort ne fonctionne pas comme Elphaba le désire ; et Chister développe des ailes. Elle découvre alors que le sort a aussi fonctionné sur les autres gardes singes. Morrible et le Magicien, qui avaient tout calculé, sont ravis et veulent utiliser les gardes singes comme espions pour surveiller les révoltes des animaux. Elphaba comprend que le Magicien est responsable de la suppression des capacités des animaux, qu'il n'a aucun pouvoir et n'est qu'un imposteur. Horrifiée d'avoir été utilisée pour débloquer le pouvoir du Grimmerie et subjuguer davantage les animaux, elle s'échappe, mais Morrible, pour empêcher que la vérité éclate, lance la rumeur selon laquelle Elphaba est une méchante sorcière.
Glinda suit Elphaba et la supplie de se réconcilier avec Morrible et le Magicien, mais Elphaba refuse. Elle fait un adieu émouvant à Glinda, qui la soutient mais est appréhendée par les gardes. Elphaba utilise le même sort du Grimmerie pour faire léviter un balai. Elle jure alors de prendre sa revanche et s'envole loin de la Cité d'Émeraude (Defying Gravity).

## Fiche technique
Sauf indication contraire, les informations mentionnées dans cette section peuvent être confirmées par la base de données cinématographiques IMDb,  présente dans la section « Liens externes ».
- Titre original : Wicked
  - Titre original à l'écran : Wicked: Part 1
  - Titre francophone à l'écran : Wicked : Partie 1
- Réalisation : Jon M. Chu
- Scénario : Winnie Holzman[note 1] et Dana Fox, d'après la comédie musicale Wicked et le  roman Wicked : La Véritable Histoire de la méchante sorcière de l'Ouest de Gregory Maguire
- Musique :
  - John Powell et Stephen Schwartz (musique de scène)
  - Stephen Schwartz (chansons)
- Décors : Nathan Crowley
- Costumes : Paul Tazewell
- Photographie : Alice Brooks
- Casting : Tiffany Little Canfield et Bernard Telsey
- Montage : Myron Kerstein
- Production : Marc Platt et David Stone
- Production déléguée : David Nicksay, Stephen Schwartz et Jared LeBoff
- Sociétés de production : Marc Platt Productions
- Société de distribution : Universal Pictures
- Budget : 150 millions de $[1]
- Pays de production :  États-Unis
- Langue originale : anglais
- Format : couleur — DCP 4K — 2,39:1 — son Dolby Atmos
- Genre : fantastique et musical
- Durée : 160 minutes
- Date de sortie :
  - Australie : 2 novembre 2024 (avant-première mondiale au State Theatre à Sydney)
  - États-Unis et Canada : 22 novembre 2024
  - France, Belgique, Suisse romande et Luxembourg : 4 décembre 2024[2],[3],[4]
- Classification :
  - États-Unis : PG (tous public mais accord parental souhaitable)
  - Québec : tous publics (G - General Rating)[5]
  - France : tous publics (visa d'exploitation no 163434 délivré le 20 novembre 2024)[6]
  - Belgique : potentiellement préjudiciable jusqu'à 9 ans[7]
  - Suisse romande : interdit aux moins de 8 ans[8]
  - Luxembourg : accessible aux personnes âgées de 6 ans et plus[9]

## Distribution
- Cynthia Erivo (VF : Esthèle Dumand (dialogues) / Cylia Assohou (chants) ; VQ : Sofia Blondin) : Elphaba Thropp / la Méchante sorcière de l'Ouest
  - Karis Musongole (VF : Marion Poncelet) : Elphaba enfant
- Ariana Grande-Butera (VF : Léopoldine Serre (dialogues) / Mathilde De Carné (chants) ; VQ : Elisabeth Gauthier Pelletier) : Galinda Upland / Glinda / la Bonne Glinda
- Jonathan Bailey (VF : Anatole de Bodinat (dialogues) / Bastien Jacquemart (chants) ; VQ : Marc-André Brunet) : Fiyero Tigelaar
- Ethan Slater (en) (VF : Mathias Zakhar (dialogues) / Adrien Pelon (chants)) : Boq Woodsman
- Marissa Bode (en) (VF : Célia Asensio (dialogues) / Lara Locoge (chants) ; VQ : Sandrine Fagnant) : Nessarose Thropp
  - Cecily Collette Taylor : Nessarose enfant
- Peter Dinklage (VF : Bernard Alane ; VQ : Benoît Brière) : Dr Dillamond (voix)
  - Luisa Guerrerio : Dr Dillamond (capture de mouvement)
- Michelle Yeoh (VF : Yumi Fujimori ; VQ : Anne Dorval) : Madame Morrible
- Jeff Goldblum (VF : Richard Darbois ; VQ : Alain Zouvi) : le magicien d'Oz
- Bowen Yang (VF : Sébastien Desjours ; VQ : Louis-Philippe Berthiaume) : Pfannee
- Bronwyn James (VF : Emma Santini ; VQ : Maude Bouchard) : ShenShen
- Keala Settle (VF : Véronique Desmadryl ; VQ : Sarah Desjeunes) : Miss Coddle
- Andy Nyman (VF : Bernard Bollet (dialogues) / Gaëtan Borg (chants) ; VQ : Paul Sarrasin) : le gouverneur Thropp
- Courtney Mae-Briggs (en) (VF : Corrine Wellong (dialogues) / Beehann Leslie Garcia (chants)) : Mme Thropp
- Sharon D. Clarke (VF : Virginie Méry (dialogues) / Rachel Pignot (chants)) : Nanny Ours (Nounourse en VQ, Dulcibear en VO, voix)
  - Madeline Wilson : Nanny Ours (capture de mouvement)
- Jenna Boyd : le docteur loup (voix)
  - Sarah Mardel : le docteur loup (capture de mouvement)
- Adam James : Mr Upland
- Alice Fearn (en) : Mme Upland
- Shaun Prendergast (en) (VF : Jean-François Aupied) : le président de Shiz
- Aaron Teoh : Averic Tenmeadows
- Grecia de la Paz : Gilligan
- Stephen Stanto (en) : le cheval de Fiyero (voix)
- Cherida Strallen : la bibliothécaire de Shiz
- Colin Michael Carmichael (VF : Guillaume Lebon) : le professeur Nikidik
- Michael McCorry Rose (VF : Jéremy Bardeau (dialogues) / Arnaud Denissel (chants)) : le narrateur de Wiz-o-Mania (caméo)
- Idina Menzel (VF : Emily Pello) et Kristin Chenoweth (VF : Agnès Pat) : les stars de Wiz-o-Mania (caméo)
- Winnie Holzman (en) : une citoyenne de la Cité d'Émeraude (caméo)
- Stephen Schwartz : un garde de la Cité d'Émeraude (caméo)
- Robin Guiver : Chister (Chistery en version originale, capture de mouvement)

Dans le doublage français européen, les dialogues et les chansons sont entièrement doublés en français, tandis que le doublage français canadien conserve la version originale pour les chansons. 
- Version française
  - Studio : Dubbing Brothers
  - Direction artistique des dialogues : Béatrice Delphe
  - Direction des chansons : Georges Costa
  - Adaptation des dialogues : Clémentine Blayo
  - Adaptation des chansons : Universal Pictures International LTD.
  - Enregistrement des dialogues : Morgane Beckert
  - Enregistrement des chansons : Florence Taillefer et Baptiste Alvarez
  - Montage : Laure Montagnol
  - Mixage : Frédéric Dray
  - Chargée de production : Clémence Guenouin
  - Supervision créative : Myriam Peyre et Manon Perreau

- Version québécoise
  - Studio : Cinélume
  - Direction artistique : Mélanie Laberge
  - Adaptation des dialogues : Marie Frankland

Source et légende : Version française (VF) et Version québécoise (VQ) via les cartons de doublage en fin de film.

## Production

### Genèse

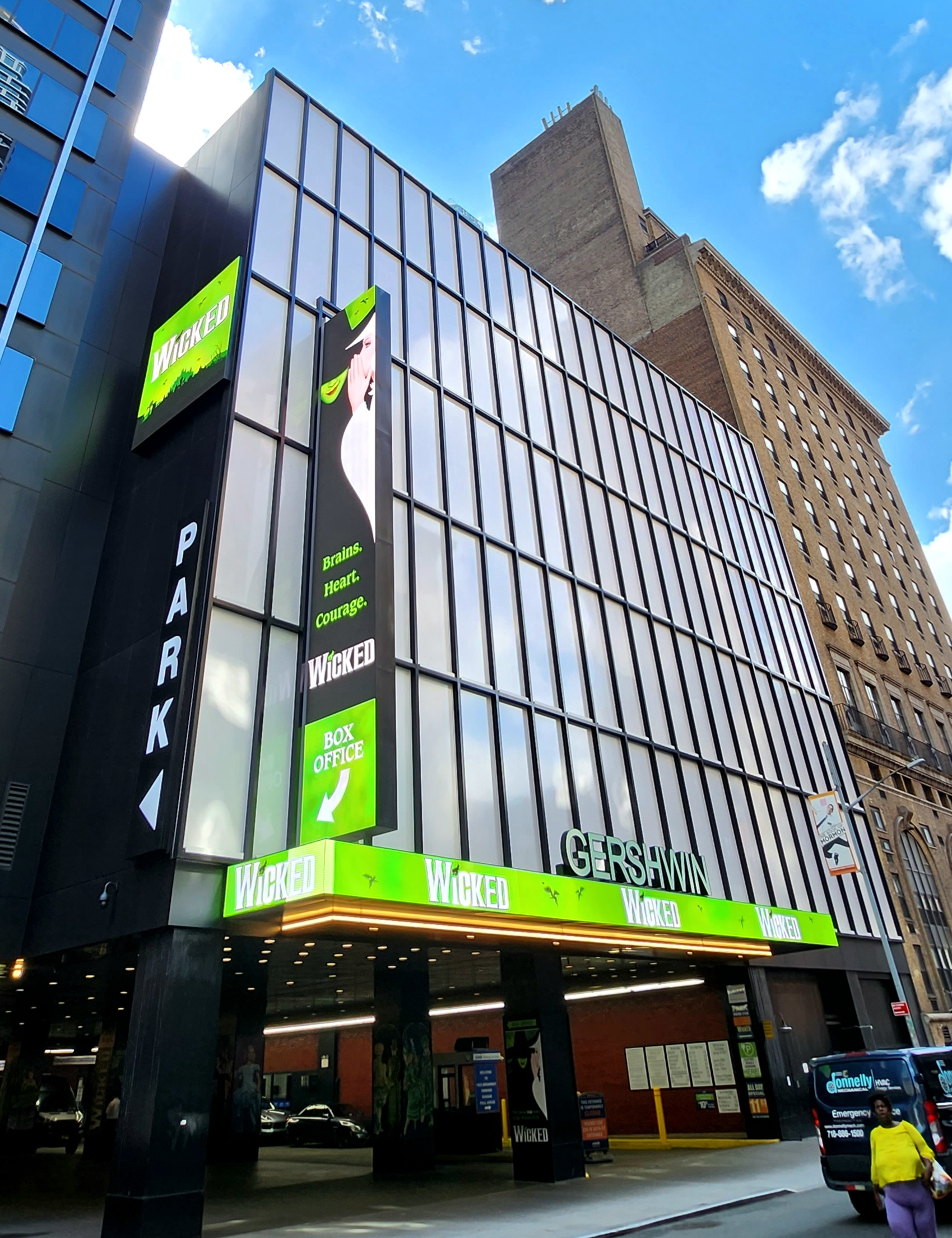
Façade du Gershwin Theatre dans le centre de Manhattan, à New York, où Wicked est joué depuis 2003.

En 1995, l'auteur américain Gregory Maguire publie le roman Wicked : La Véritable Histoire de la méchante sorcière de l'Ouest qui réinvente les personnages de l'univers du Pays d'Oz de L. Frank Baum dans un univers plus adulte et sombre. Le roman s'intéresse en particulier au personnage de la méchante sorcière, lui donnant un nom et une histoire. À la fin des années 1990, plusieurs sociétés de productions sont intéressées par l'idée de produire une adaptation et l'équipe de l'actrice Whoopi Goldberg tente d'acquérir les droits pour elle. Quand le producteur Marc Platt arrive chez Universal Pictures, il essaye également d'obtenir les droits mais apprend que Moving Pictures, la société de production de l'actrice Demi Moore, vient déjà de les acquérir. Moore devait interpréter Elphaba tandis que la société pense alors à Michelle Pfeiffer, Emma Thompson et Nicole Kidman pour le rôle de Glinda, même si aucun casting n'a jamais été lancé pour le projet.
Quand le compositeur Stephen Schwartz découvre le livre, il pense qu'il ferait une très bonne comédie musicale. Il essaye alors de prendre contacte avec Moving Pictures afin de les convaincre. Néanmoins, la société fini par perdre les droits d'adaptation qui reviennent à Maguire.
En 2003, le roman est finalement adapté à Broadway sous le titre Wicked par Winnie Holzman et Schwartz. La comédie musicale est produite par Platt et la division théâtre du studio Universal Pictures et connaît un succès lui permettant de rester à l'affiche pour une longue durée dans plusieurs villes et pays. Elle devient également le sixième spectacle à rester le plus longtemps à l'affiche à Broadway.
Pour rebondir sur ce succès, Maguire vend les droits d'adaptation de son roman à la chaîne ABC afin de produire une adaptation télévisée. Il s'agit alors d'une adaptation directe du roman et non de la comédie musicale, Maguire ne disposant pas des droits de cette version. En 2011, l'actrice Salma Hayek rejoint le projet afin de produire une mini-série, mais celui-ci ne décolle pas.

### Développement
En 2012, à la suite du succès du film Les Misérables, Universal Pictures et Marc Platt, l'un des producteurs du spectacle, décident de lancer le développement d'une adaptation de la comédie musicale, dont le studio fixe la sortie pour 2016. Holzman et Schwartz rejoignent le projet pour écrire eux-mêmes l'adaptation de leurs spectacle. Les réalisateurs J. J. Abrams, Rob Marshall et Ryan Murphy sont les candidats envisagés par le studio. Le film reste longtemps en phase de développement jusqu'en 2016, où Universal Pictures lance finalement la pré-production. La sortie est alors fixée pour le mois de décembre 2019 et la réalisation confiée à Stephen Daldry.
En mai 2017, Stephen Schwartz dévoile qu'il écrira au moins deux nouvelles chansons pour le film, avant de préciser plus tard qu'elles seront finalement destinée au deuxième film. En août 2018, Universal Pictures repousse la sortie du film et donne sa date à une autre adaptation de comédie musicale, Cats. L'année suivante, le studio fixe une nouvelle date pour le mois de décembre 2021.
À la suite de la pandémie de Covid-19 en 2020, la pré-production est affectée et le studio prend des précautions en repoussant une nouvelle fois la sortie du film, offrant sa date au film d'animation Tous en scène 2. En octobre de la même année, Stephen Daldry quitte le projet, évoquant des problèmes d'emploi du temps liés aux nombreux reports. L'année suivante, le réalisateur Jon M. Chu signe pour reprendre le film. Alice Brooks est engagée à la photographie, marquant sa seconde collaboration avec Chu après le film D'où l'on vient, également adapté d'une comédie musicale de Broadway. Nathan Crowley rejoint le projet en tant que chef décorateur.

### Attribution des rôles
|                                                                                      |  |  |
| Cynthia Erivo et Ariana Grande-Butera interprètent respectivement Elphaba et Glinda. |  |  |

Au début du projet en 2012, il est dans un premier temps envisagé que Kristin Chenoweth et Idina Menzel, les interprètes originales de Glinda et Elphaba, reprennent leurs rôles respectifs, tandis que les noms de Lea Michele et Amy Adams sont également mentionnés. Entre 2016 et 2020, quand Stephen Daldry était chargé du projet, l'artiste américaine Lady Gaga était en pourparler pour le rôle d'Elphaba, tandis que le chanteur canadien Shawn Mendes avait rencontré le studio pour celui de Fiyero. Néanmoins, lors du départ de Daldry, les discussions s'arrêteront.
En novembre 2021, Cynthia Erivo et Ariana Grande-Butera rejoignent la distribution pour les rôles d'Elphaba et Glinda, respectivement. Pour obtenir le rôle de Glinda, Grande a du auditionner cinq fois. Les actrices Dove Cameron et Amanda Seyfried, ainsi que les artistes de Broadway Reneé Rapp et Taylor Louderman ont également auditionné pour le rôle.
Quelques mois plus tard, Jonathan Bailey signe pour le rôle de Fiyero et Jeff Goldblum pour celui du magicien d'Oz,. Bailey a été sélectionné parmi plusieurs candidats dont Joe Jonas, Nick Jonas mais également Ryan McCartan, qui avait interprété le personnage à Broadway entre 2018 et 2019. En fin d'année, la distribution s'élargit avec plusieurs acteurs dont Michelle Yeoh et Keala Settle. Lors du CinemaCon de 2024, il est dévoilé que Peter Dinklage prêterait sa voix au personnage du Dr Dillamond qui, contrairement au spectacle où il est interprété par un acteur avec un déguisement de chèvre, sera en image de synthèse dans le film.
Afin de se préparer pour le rôle d'Elphaba, Erivo est retournée voir la comédie musicale à Broadway. Elle dévoile lors d'une interview pour le magazine Variety que Paul Tazewell sera chargé des costumes. Au cours de discussions avec Tazewell, elle lui a suggéré de s'inspirer de Jean Paul Gaultier et de la Gilded Age pour réaliser la robe qu'Elphaba portera quand elle devient la méchante sorcière de l'Ouest.

### Tournage
Le tournage du film devait débuter à l'origine en juin 2022 au Royaume-Uni. Mais le mois suivant, Jon M. Chu annonce que finalement, deux films seront tournés en simultané afin d'adapter fidèlement la comédie musicale, sans couper de scènes, réduire la présence de certains personnages ou modifier l'histoire. Adapter le spectacle en deux films offre également à l'équipe l'occasion de s'attarder et développer les personnages et des éléments de l'histoire, le spectacle original étant connu pour son rythme rapide ne lui permettant pas forcément de le faire. Cynthia Erivo précisera également que des éléments du roman de Gregory Maguire qui n'ont pas été retenus dans le spectacle seront inclus dans le film.
Des répétitions démarrent en août 2022 aux studios d'Elstree. Le tournage du premier film débute officiellement le 7 décembre de la même année. Alors qu'il devait se terminer le 23 juillet 2023, le tournage est interrompu le 13 juillet 2023 à la suite de la grève SAG-AFTRA. Néanmoins, Jonathan Bailey dévoile qu'il a pu bénéficier de quatre jours de tournage durant la grève, l'acteur étant membre d'un syndicat britannique. Lors de ses jours de tournage, les autres personnages étaient joués par des doublures.
Le tournage reprend au début de l'année 2024 et se termine officiellement le 26 janvier 2024. Dans un message pour annoncer la fin du tournage, Jon Chu dévoile que certains numéros musicaux ont été chantés directement sur le plateau par les acteurs au lieu d'être pré-enregistrés. Le chef-opérateur du son Simon Hayes a collaboré avec Chu lors de l'enregistrement de ses scènes en utilisant une technique similaire à celle utilisée sur le tournage de l'adaptation de la comédie musicale Les Misérables.

### Post-production
La société Industrial Light & Magic est chargé des effets spéciaux du film sous la supervision de Pablo Helman. Sur les réseaux sociaux, Jon M. Chu dévoile que lorsqu'il ne peut pas se déplacer en personne, il utilise l'Apple Vision Pro afin de superviser la post-production avec l'équipe des effets spéciaux ou avec le monteur du film, Myron Kerstein.

## Musique
En juillet 2024, il est dévoilé que John Powell s'est occupé de co-composer la musique de scène tandis que Jeff Atmajian à retravaillé l'orchestration des chansons de la comédie musicale qui avaient été orchestrées à l'origine par William David Brohn. Pour le film, l’orchestre compte 80 musiciens, contre 23 pour le spectacle original. L'enregistrement s'est déroulé au AIR Studios à Londres. Pour les chansons, l'orchestre était dirigé par Stephen Oremus, le premier chef d'orchestre du spectacle, tandis que Powell à lui-même dirigé l'orchestre pour la musique de scène.

### Numéros musicaux
Le film reprend les numéros musicaux du premier acte de la comédie musicale.
1. Nul ne pleure la sorcière (No One Mourns the Wicked) - Galinda, le gouverneur Thropp, Mme Thropp, le magicien, Dulcibear, le docteur loup et les citoyens d'Oz[45]
2. Ce cher Shiz (Dear Old Shiz) - la chorale de Shiz et Galinda
3. Le Magicien et moi (The Wizard and I) - Madame Morrible et Elphaba
4. Qu'est-ce qui m'arrive ? (What Is This Feeling?) - Elphaba et Galinda
5. Le Mal arrive à Oz (Something Bad) - Dr Dillamond et Elphaba
6. Danser sans fin (Dancing Through Life) - Fiyero, Galinda, Boq, Nessarose, Elphaba et les étudiants de Shiz
7. Populaire (Popular) - Galinda
8. Je n'ai pas son cœur (I'm Not That Girl) - Elphaba
9. Une journée (One Short Day) - Elphaba, Glinda, le narrateur et les stars de Wiz-o-Mania et les citoyens de la Cité d'Émeraude
10. Un homme de sentiment (A Sentimental Man) - Le magicien
11. Défiant la gravité (Defying Gravity) - Elphaba, Glinda et les citoyens d'Oz

- Le seul numéro musical qui n'est pas présent dans le film est la courte reprise de The Wizard and I par Elphaba et Madame Morrible lors de la remise de l'invitation du Magicien.
- Des versions instrumentales de quelques chansons du deuxième acte peuvent être entendues dans le film, notamment For Good dans certaines scènes avec Elphaba et Galinda, Wonderful quand Elphaba reçoit l'invitation du magicien, et Thank Goodness quand Galinda décide de changer son prénom en Glinda. Ces chansons seront interprétées dans le deuxième film[46].

### Bandes originales
La bande originale du film contenant les numéros musicaux, intitulée Wicked: The Soundtrack, a été co-publiée par la maison de disque d'Ariana Grande, Republic Records, et celle de Cynthia Erivo, Verve Records, le 22 novembre 2024. Un second album, contenant la musique de scène par John Powell et Schwartz, est prévu pour le 6 décembre 2024.

## Différences avec la comédie musicale
Bien que le film suive fidèlement le premier acte de la comédie musicale, quelques éléments sont différents. Les sessions d'Elphaba avec Madame Morrible pour apprendre à contrôler ses pouvoirs ainsi que les flashbacks de son enfance sont des ajouts du film. Le personnage de Pfannee est un homme dans le film alors qu'il s'agit d'une femme dans le spectacle et le roman. Quelques personnages secondaires comme Miss Coddle, les parents de Galinda et certains animaux sont également de nouveaux personnages qui n'étaient pas présents dans le spectacle et un nom de famille est donné au personnage de Boq, Woodsman. La sage-femme des Thropp est également remplacée par une ourse, surnommé Nanny Ours (Dulcibear en version originale). Ce personnage est à la fois un élément du roman de Gregory Maguire et une invention du film, Elphaba ayant une Nanny dans le roman mais cette dernière n'est pas une ourse.
Au début du film, Elphaba arrive à Shiz seulement pour accompagner Nessarose et est invitée à rester étudier par Madame Morrible. Dans le spectacle, elle est déjà inscrite quand elle arrive à l'université avec sa sœur et son père. La scène suivante, quand Elphaba utilise ses pouvoirs dans la cours de l'université, Madame Morrible fait croire aux élèves qu'elle est responsable, ce qui n'est pas le cas dans la comédie musicale où les élèves découvrent tous que Elphaba a des pouvoirs à ce moment. Dans le film, Elphaba rencontre Fiyero seule dans la forêt tandis qu'elle le rencontre dans la cour de l'université en même temps que les autres élèves dans le spectacle.
Les lieux où se déroulent certains numéros musicaux sont également différents. Le plus gros changement concerne Something Bad qui se déroule dans la salle de classe du Dr Dillamond dans la comédie musicale, tandis que dans le film, il se déroule dans la maison de ce dernier en dehors du campus où il reçoit d'autres animaux afin de discuter de la situation à Oz, ce qui n'est pas le cas dans le spectacle où seulement Elphaba et lui sont présents lors du numéro. Dans le film, la salle de bal Ozdust devient une boîte de nuit où l'orchestre est composé d'animaux.
Le numéro musical One Short Day est plus long dans le film avec un nouveau passage écrit spécialement pour le film. Dans le film, la partie de la chanson se déroulant lors de Wiz-o-Mania est rallongée, racontant l'histoire du pays d'Oz, du grimoire (Grimmerie en version originale) et de l'arrivée du Magicien. Cette nouvelle partie est interprétée par Idina Menzel, interprète originale d'Elphaba à Broadway et West End ; Kristin Chenoweth, interprète originale de Galinda à Broadway ; et Michael McCorry Rose, ancienne doublure de Fiyero à Broadway.
Quand Elphaba s'échappe après avoir découvert la vérité sur le Magicien, les séquences où Glinda et elle se font attaquer par les singes volants ou encore quand elles tentent de fuir en utilisant la montgolfière du Magicien sont des ajouts du film. Defying Gravity est rallongée dans le film avec l'ajout de séquences comme celle où Elphaba se voit enfant dans un reflet ainsi que les réactions de Boq, Fiyero, Nessarose et son père à l'annonce de Madame Morrible.

## Sortie

### Marketing

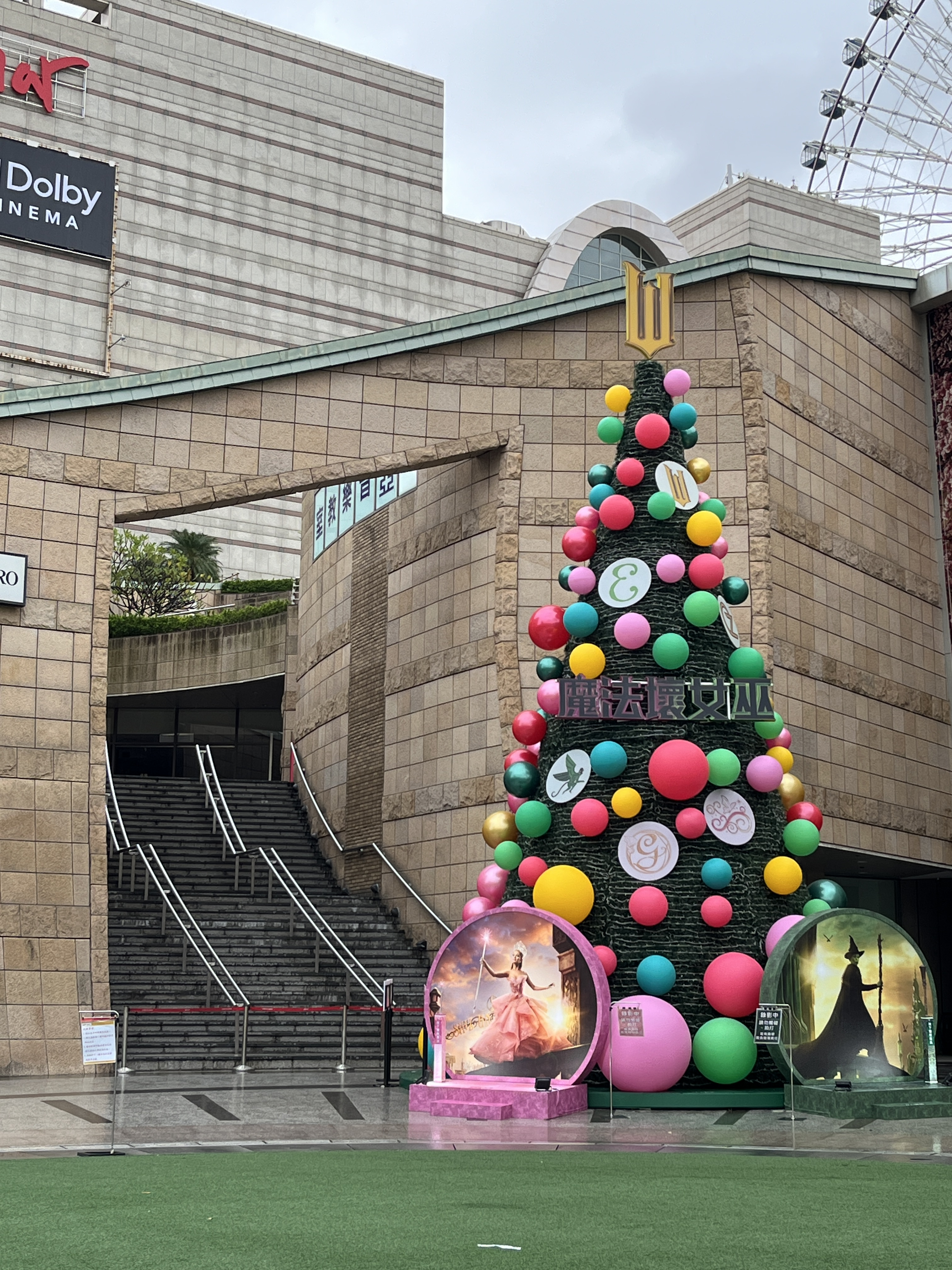
Un sapin de Noël sur le thème de Wicked devant le centre commercial Miramar Entertainment Park à Taipei (Taïwan) lors de la promotion du film en novembre 2024.

En avril 2023, deux images montrant Cynthia Erivo en Elphaba et Ariana Grande-Butera en Glinda sont dévoilées sur les réseaux sociaux par Jon Chu. Le même mois, une video montrant des extraits du tournage ou encore des scènes du film est diffusée aux propriétaires de salles de cinéma lors du salon professionnel organisé par la National Association of Theatre Owners. Le 11 février 2024, une courte bande-annonce, incluant des scènes issues des deux films, est diffusée lors du Super Bowl LVIII. En mai 2024, la vidéo diffusée lors du salon est dévoilée au public, suivie par la bande annonce du premier film le lendemain.
Afin de promouvoir le film, la chaine NBC, qui appartient au même groupe que Universal Pictures, diffuse de nombreux spots lors de la retransmission des jeux olympiques d'été de 2024 sur son antenne. Elle diffuse également un documentaire, intitulé Défier la gravité : Les coulisses de Wicked (Defying Gravity: The Curtain Rises on Wicked), le 19 novembre 2024. En France, ce dernier est diffusé sur le service MyCanal.
En mai 2024, le studio lance un site internet pour l'université de Shiz qui offre la possibilité au public de s'inscrire pour le semestre 2024 avant le mois d'août. Les participants dont l'inscription est validée gagnent un accès au site par mail qui leur permet d'accéder à plusieurs contenus numériques sur l'univers du film et ses coulisses. Parallèlement, le studio lance également une tournée presse intitulée Journey Through Oz. Cette tournée se déroule dans plusieurs villes où l'équipe se rendra pour rencontrer les fans et assister à des avants-premières. Chaque lieu accueillant la tournée aura pour thème un lieu du film : Munchkinland pour le State Theatre à Sydney, l'université de Shiz pour le Dorothy Chandler Pavilion à Los Angeles, la forêt enchantée pour l'Auditorio Nacional à Mexico, la salle de balle Ozdust pour le Museum of Modern Art à New York et la Cité d'Émeraude pour le Royal Festival Hall à Londres.

### Produits et médias dérivés
Afin de promouvoir le film, Universal Pictures collabore avec plusieurs entreprises afin de développer une large gamme de produits dérivés. Lego et Mattel sont les deux principaux partenaires du studio pour la production de jeux et jouets dérivés. Néanmoins, le studio s'est également associé avec Zaks, Build-A-Bear Workshop, Hasbro, Funko, Jakks Pacific, Jazwares, Ravensburger et Spin Master afin de produire une sélection de jeux, jouets, peluches et figurines. En mai 2024, Lego publie une version de la bande-annonce du film réalisée avec des briques en plastique de la marque afin de promouvoir la gamme basée sur le film.
Universal Destinations & Experiences, l'une des filiales du studio, est chargée de proposer des « expériences shopping » autour du film dans les parcs à thème Universal ainsi que des magasins éphémères. Les autres partenaires du studio sont Bombas, Cambridge Satchel Company, Crocs, Amazon, Bloomingdale's, Forever 21, Kohl's, H&M, J. C. Penney, Target et Walmart pour la production de vêtements, chaussures, maroquineries et accessoires ; Swarovski pour des bijoux , Hallmark Cards et Insight Editions pour la papeterie ; ainsi que HarperCollins et Random House pour l'édition de livres,. La marque de cosmétique d'Ariana Grande, R.E.M. Beauty, proposera également une gamme inspirée du film.
Le studio propose également une expérience interactive sur la plateforme Roblox. En France, Universal Pictures s'est associé avec les Galeries Lafayette afin de proposer des produits dérivés du film lors de la période des fêtes de fin d'année dans les différentes boutiques de l'enseigne. Une boutique éphémère est également inaugurée aux Galeries Lafayette Champs-Élysées.

#### Controverse des poupées Mattel
En novembre 2024, plusieurs acheteurs des poupées du film par Mattel dévoile que le site internet indiqué à l'arrière des boites serait celui d'un site pornographique. En effet, au lieu d'indiquer le site officiel du film, www.wickedmovie.com, les boîtes et les manuels d'utilisation indiquent le site du studio de production pornographique Wicked Pictures. L'information est rapidement rapportée par plusieurs médias.
Mattel publiera par la suite des excuses demandant aux parents de détruire les boîtes afin d'éviter que leurs enfants se rendent sur le site. Le constructeur demande également aux revendeurs de cacher le site sur les boîtes avant de vendre les produits.

## Accueil

### Critique
Aux États-Unis, le film reçoit un accueil majoritairement positif de la part des critiques. Sur le site agrégateur de critiques Rotten Tomatoes, il obtient un score de 88 % de critiques positives, avec une note moyenne de 7,50/10 sur la base de 378 critiques, lui permettant d'obtenir le label « Frais », le certificat de qualité du site.
Le consensus critique établi par le site résume que « défiant la gravité avec son duo magique, Cynthia Erivo et Ariana Grande, la bravoure et le charme de Wicked en font une invitation irrésistible à Oz ». Parmi les critiques positives, de nombreuses encensent la performance des acteurs, la direction artistique du film ainsi que sa fidélité au spectacle original. La réalisation de Jon M. Chu est également saluée. Du côté des critiques négatives, la photographie, certains effets visuels et la longueur du film lui sont reprochés.
Sur un autre site agrégateur de critiques, Metacritic, le film obtient un score positif de 73/100 sur la base de 62 critiques collectées.
En France, le film reçoit également un accueil majoritairement positif. Écran Large, France Info, Le Dauphiné libéré, Le Figaro, Les Inrockuptibles, Ouest-France et Première publient des critiques positives similaires soulignant l'énergie du film, la performance des acteurs ainsi que la direction artistique. Les magazines La Croix, La Voix du Nord, Le Journal du dimanche, Le Monde, Les Échos et Les Fiches du cinéma publient des critiques plus mitigés, soulignant des points proches des critiques positives mais lui reprochant certains points comme sa longueur, ainsi que la réalisation de Jon M. Chu.
Parmi les critiques négatives, Renaud Baronian du journal le Parisien ainsi que Nicolas Schaller du Nouvel Obs offrent une opinions similaire du film, critiquant la qualité des effets visuels, le jeu des acteurs, les chansons ainsi que son message inclusif,.  

### Box-office
| Pays ou région        | Box-office      | Date d'arrêt du box-office | Nombre de semaines |
| --------------------- | --------------- | -------------------------- | ------------------ |
| États-Unis            | 473 231 120 $   | 13 mars 2025               | 16,                |
| France                | 853 352 entrées | 14 janvier 2025            | 6                  |
| Total hors États-Unis | 274 201 229 $   | 30 mars 2025               | en cours,          |
| Total mondial         | 747 432 349 $   | 30 mars 2025               | en cours,          |

- Aux États-Unis, Wicked est l'adaptation d'une comédie musicale de Broadway ayant le plus rapportée au box-office lors de son premier jour, prenant la place d'Into the Woods (2014)[75].
- À l'international, il s'agit de l'adaptation d'une comédie musicale de Broadway ayant le plus rapporté lors de son premier jour, prenant la place des Misérables (2012)[75].
- Globalement, Wicked est l'adaptation d'une comédie musicale de Broadway ayant rapporté le plus au box-office, prenant la place des Misérables (2012)[76]. Aux États-Unis, le film dépasse également Grease (1978) en devenant l'adaptation d'une comédie musicale ayant le plus rapporté au box-office dans le pays[77]. Fin décembre, le film dépasse Mamma Mia! (2008) et devient l'adaptation d'une comédie musicale ayant le plus rapporté au box-office[78].

## Distinctions
Sauf indication contraire, les informations mentionnées dans cette section peuvent être confirmées par la base de données cinématographiques IMDb,  présente dans la section « Liens externes ».